# Alvarezsaurus
Alvarezsaurus calvoi
Genre
Espèce
Alvarezsaurus (« lézard d'Alvarez ») est un genre fossile de petit dinosaure théropode qui vivait en Argentine où il a été découvert dans la Formation Bajo de la Carpa, datée du Crétacé supérieur (étage Santonien, soit environ 86 à 83 millions d'années). La seule espèce connue, l'espèce type  est Alvarezsaurus calvoi.

## Étymologie et éponymie
Alvarezsaurus signifie « lézard d'Alvarez ». Ce nom a été donné par le paléontologue José Bonaparte en 1991 en l’honneur de l'historien Don Gregorio Alvarez.

## Découvertes

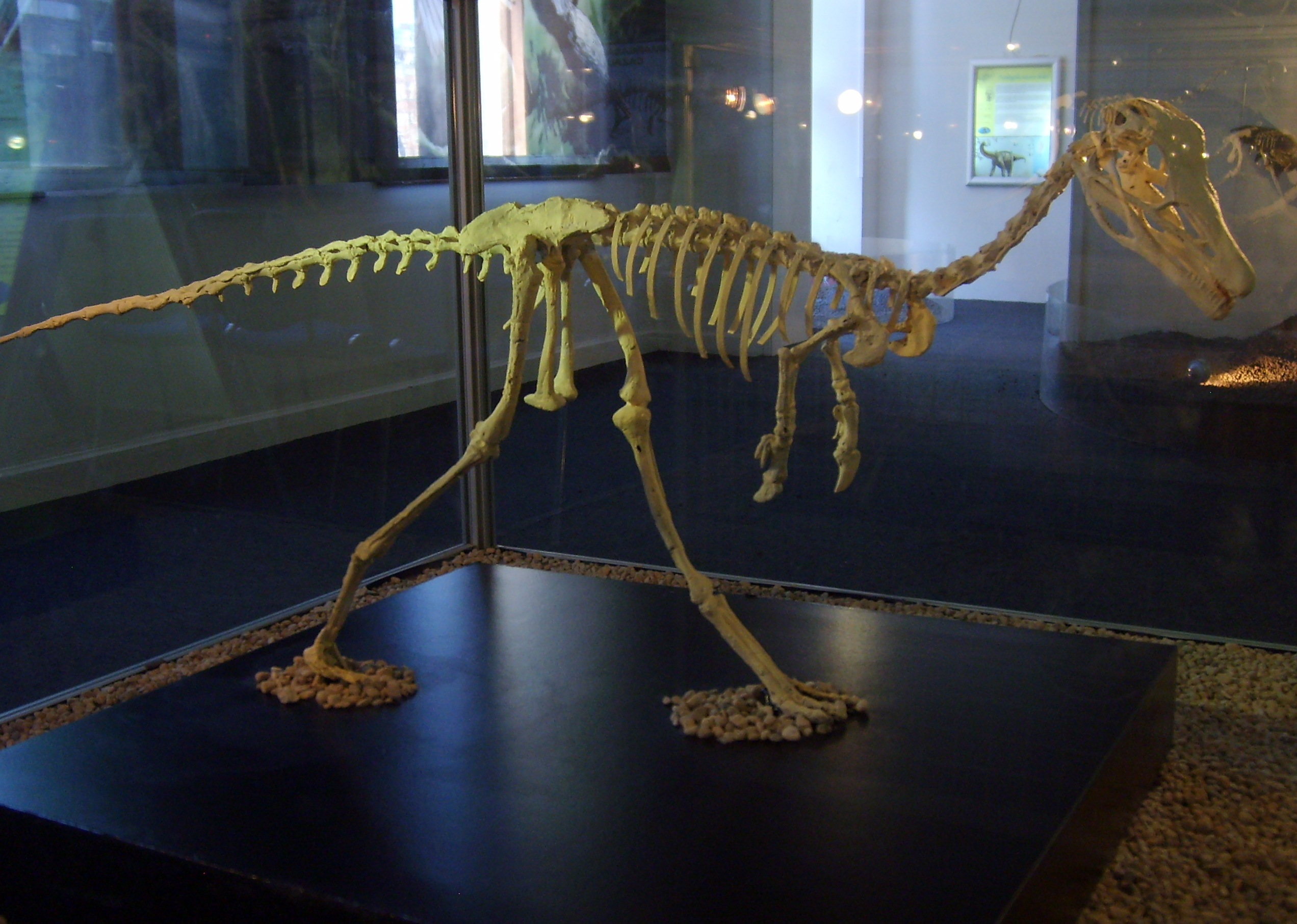
Reconstitution du squelette d'Alvarezsaurus calvoi

L'holotype, MUCPv4, a été découvert dans la Formation Bajo de la Carpa, une formation géologique du Groupe de Neuquén datée du Santonien (environ 85 millions d'années). Ce spécimen est composé de vertèbres, de fragment de l'omoplate, un bassin partiel, une partie des membres. Aucun crâne n’a été trouvé,.

## Description
Alvarezsaurus est un représentant de la famille des Alvarezsauridae. Il possédait un long cou, de petites pattes antérieures et des pattes postérieures dégarnies. Vu sa physionomie, ce dinosaure devait être taillé pour la course. Il mesurait environ 2 m de long et pesait approximativement 20 kg. Il était bipède, avait une longue queue[réf. souhaitée]. Il se peut qu’il ait été insectivore, comme d'autres membres des Alvarezsauridae qui auraient adopté ce régime alimentaire, tels Mononykus et Albertonykus.

## Classification
La classification d'Alvarezsaurus a fait l'objet d'études contradictoires. En 1991, il a été initialement classé dans une nouvelle famille nommée Alvarezsauridae par José Bonaparte,, puis a été alternativement classifié avec les dinosaures théropodes non-aviens et les oiseaux primitifs. Il est maintenant considéré comme un membre basal des Alvarezsauridae.